# 黄祸 (小说)
《黃禍》是中国作家王力雄使用笔名“保密”撰写的中文科幻、政治寓言小说，最初于1991年在香港由明镜出版社出版。该书描绘了中华人民共和国发展失衡，中国共产党倒台，中国陷入内战并演化为核内战，最终导致第三次世界大戰的情景。
该书1991年出版后不久成为暢銷書，在香港售出超过1万份。该书在中国大陆被禁。